# Palacio de Santa Cruz (Valladolid)

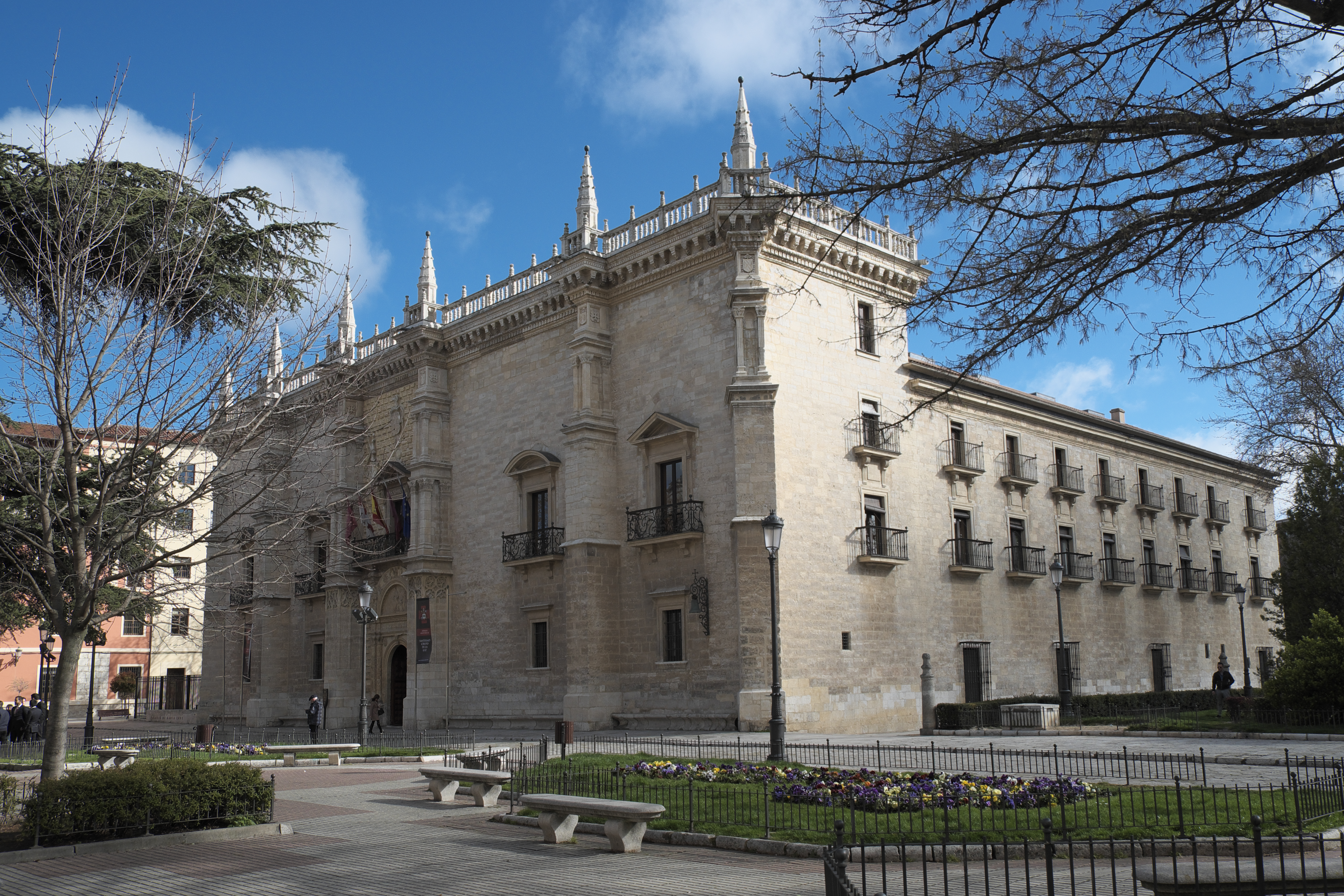
Palacio de Santa Cruz

Der Palacio de Santa Cruz in Valladolid ist das erste Renaissancegebäude Spaniens.
Früher Sitz des Colegio Mayor Santa Cruz, dann zeitweilig staatliches Skulpturenmuseum, beherbergt er heute das Rektorat der Universität von Valladolid, das Universitätsmuseum, die Biblioteca Santa Cruz und eine Sammlung afrikanischer Kunst.

## Geschichte
Papst Sixtus IV. autorisierte im Mai 1479 die Gründung des Colegio Mayor durch Kardinal Pedro González de Mendoza, die Bauarbeiten begannen aber erst 1486. Als Architekt wird Pedro Pulido vermutet, aber auch die Namen Enrique Egas oder Juan Guas werden genannt. Für den Stilwandel im Verlauf des Baus dürfte Lorenzo Vázquez de Segovia verantwortlich zeichnen. Kardinal Mendoza nahm nämlich von dem ursprünglich genehmigten gotischen Stil des Gebäudes Abstand und befahl den Weiterbau im Stil der Renaissance. Die Fertigstellung erfolgte im Jahr 1491.

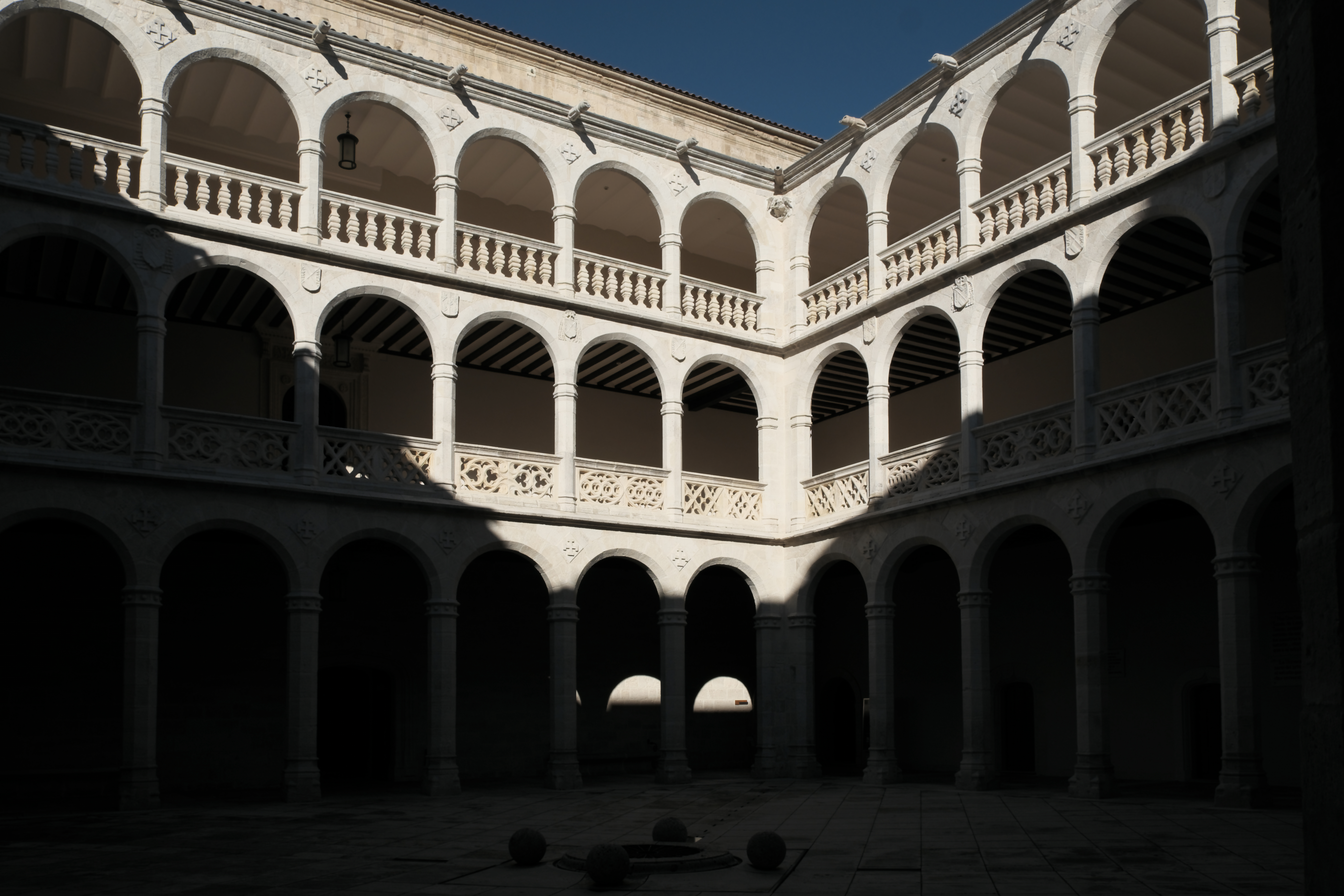
Innenhof des Palacio de Santa Cruz

Größere Umbauten fanden in den Jahren 1603 durch Juan de Nates statt (Säulentausch im Hof), 1744 durch Juan de Sagarvinaga und Domingo de Ondátegui sowie von 1765 bis 1768 durch Ventura Rodríguez und seinem Schüler Manuel Godoy (Austausch der gotischen Fenster).
Das Kolleg blieb während der napoleonischen Kriege geschlossen und diente unter anderem Arthur Wellesley, Herzog von Wellington als Wohnstätte. Im Jahr 1838 wurde es definitiv geschlossen. Im 20. Jahrhundert wurde es Sitz des Rektorats.